# Huzarski Skok w Żerkowicach
Huzarski Skok (niem. Husarensprung) – piaskowcowa skała o wysokości 10 metrów, w pobliżu starorzecza Bobru. Kompleks skał znajduje się w gminie Lwówek Śląski, na granicy wsi Żerkowice i Włodzice Wielkie, obok drogi wojewódzkiej nr 297, nieopodal czynnego kamieniołomu piaskowca „Żerkowice”. U podnóża skał znajdują się cztery jaskinie: Pandurów, Przechodnia, Schronisko Potrójne i Schronisko I. Wszystkie mają charakter jaskiń szczelinowych i są wynikiem działań erozji wodnej.

## Historia
W 1756 roku pomiędzy Prusami (pod którymi panowaniem znajdował się Dolny Śląsk) i Austrią wybuchła III wojna śląska. W 1761 roku z Bolesławca, w którym stacjonowały wojska pruskie, w stronę Lwówka Śląskiego wyruszyła na patrol niewielka grupka pruskich huzarów. Rekonesans przebiegał bez większych problemów. Sytuacja zmieniła się jednak w okolicach wsi Włodzice Wielkie (niem. Gross Walditz). W pobliżu tej miejscowości huzarzy natknęli się na liczny oddział austriackich dragonów, bądź pandurów. Prusacy, którzy nie chcieli ryzykować utraty życia w starciu z silniejszym przeciwnikiem rzucili się do ucieczki. Rozpoczął się za nimi pościg, który trwał kilka kilometrów, aż do Żerkowic i skalnego urwiska nad Bobrem. Tutaj mniej liczny podjazd szybko został osaczony i rozbity, jednak jeden z jego uczestników nie chcąc oddawać się w ręce wroga zdobył się na brawurowy wyczyn – wraz ze swym koniem rzucił się z wysokiego, skalnego urwiska do nurtu płynącej poniżej rzeki Bóbr (obecnie regulacja rzeki sprawiła, że nie płynie już tym korytem). Dzielny żołnierz przeżył ten skok, tak samo jak i jego wierzchowiec. Do dziś kwestią sporną są jego dane osobowe. Według polskich źródeł tym bohaterskim huzarem był Wawrzyniec Tucholski – Polak w służbie króla Prus, Fryderyka II Wielkiego. Z kolei według niemieckiej literatury sprzed 1945 roku bohaterskim huzarem był Paul Werner z regimentu Ziethena. Wieść o tym brawurowym wyczynie szybko dotarła do mieszkańców okolicznych wsi i na trwałe zapisała się w ich pamięci. Na dzielnego żołnierza spadły zaszczyty i nagrody. Gościł go m.in. hrabia von Redern w swoim pałacu w Skale. Hrabia sprezentował mu srebrny róg i kilim. Bohaterskiego huzara nagrodził także sam władca pruski – Fryderyk II Wielki.

## Nazwa
Z czasem wśród okolicznych mieszkańców urwisko zaczęło być nazywane „Husarensprung„ (Huzarski Skok), a jego nazwa w języku polskim funkcjonuje do dziś i upamiętnia ten mało znaczący, choć ciekawy epizod III wojny śląskiej, zakończonej w 1763 r.

## Współczesność
Przy zachodnim skraju skał jest łagodny uskok, tam huzar mógł skoczyć do rzeki. W 1761 roku odnoga Bobru płynęła pod tymi skałami. Wysokość skał do zabagnionego dna wynosi około 16 m. Pod skałą, bliżej drogi, znajduje się pozostałość cmentarza dla psów. Kilka imion zwierząt wykutych jest tam w skale. U podnóża skał znajdują się również cztery jaskinie: Pandurów, Przechodnia, Schronisko Potrójne i Schronisko I.